# مجموعه متناهی
در ریاضیات اگر تعداد عضوهای یک مجموعه محدود باشد، آن مجموعه را مُتَناهی گوییم. به‌طور غیر صوری، مجموعهٔ متناهی مجموعه‌ای است که اعضای آن قابل شمارش باشند. به این شیوه هم می‌توان تعریف کرد که مجموعه ای است که نمی‌تواند با زیر مجموعه‌های سره مجموعه تابعی یک به یک و پوشا ساخت؛ به عبارتی دیگر مجموعه‌ای که نامتناهی نباشد را متناهی گویند.
برای نمونه:
مجموعه تهی، زیرا زیر مجموعه سره ندارد.
{\displaystyle \{2,4,6,8,10\}\,\!}
مجموعه‌ای با ۵ عضو است.
به مجموعه‌ای که متناهی نباشد مجموعه نامتناهی گفته می‌شود. برای نمونه مجموعهٔ همهٔ عددهای صحیح نامتناهی است:
{\displaystyle \{\ldots \ ,-3,-2,-1,0,1,2,3,\ldots \}.}

## تعریف و اصطلاح‌شناسی

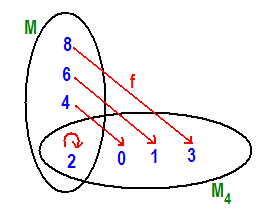
تصویری از مجموعه متناهی

به‌طور صوری، مجموعهٔ S متناهی نامیده می‌شود اگر یک تناظر یک‌به‌یک با مجموعهٔ زیر وجود داشته باشد.
{\displaystyle f\colon S\rightarrow \{1,\ldots ,n\}}
که n یک عدد طبیعی است. عدد n کاردینالیتی مجموعه است کاردینالیتی مجموعه را با |S| نشان می‌دهند. مجموعهٔ تهی (با {} یا Ø نشان داده می‌شود) مجموعه ای متناهی است که کاردینالیتی آن برابر صفر است.

### کتابشناسی
- Apostol, Tom M. (1974), Mathematical Analysis (2nd ed.), Menlo Park: Addison-Wesley, LCCN 72011473
- Cohn, Paul Moritz, F.R.S. (1981), Universal Algebra, Dordrecht: D. Reidel, ISBN 90-277-1254-9, LCCN 80-29568
- Labarre, Anthony E. Jr. (1968), Intermediate Mathematical Analysis, New York: Holt, Rinehart and Winston, LCCN 68019130
- Rudin, Walter (1976), Principles Of Mathematical Analysis (3rd ed.), New York: McGraw-Hill, ISBN 0-07-054235-X
- Suppes, Patrick (1972) [1960], Axiomatic Set Theory, Dover Books on Mathematics (Paperback ed.), Dover Publications Inc., ISBN 0-486-61630-4